# Pertwood
Pertwood – wieś w Anglii, w hrabstwie Wiltshire. Leży 27 km na zachód od miasta Salisbury i 149 km na zachód od Londynu. Miejscowość liczy 19 mieszkańców.